# Grafton Regis
Grafton Regis ist eine Ortschaft in Großbritannien. Das kleine Dorf mit nur etwa 30 Häusern liegt in den East Midlands im Süden von Northamptonshire und gehört zur Unitary Authority West Northamptonshire.

## Geographie
Das Dorf liegt 14 km nördlich von Milton Keynes und 13 km südlich von Northampton östlich und südlich des River Tove. Das Dorf besteht aus drei Straßen, die einen dreieckigen Dorfanger umschließen. Die westliche Straße ist die durch das Dorf führende A508. Östlich des Dorfes verläuft der Grand Union Canal. 

## Geschichte
Im Domesday Book wird Grastone mit nur einem Haushalt erwähnt. Von etwa 1100 bis 1348 war das Dorf im Besitz der Abtei Grestain in der Normandie in Frankreich, ehe es an die Familie de la Pole, die Earls of Suffolk, fiel. Wohl zu Beginn des 13. Jahrhunderts ließ sich die Familie Wydeville in dem Dorf nieder, die um 1440 das Dorf von den Earls of Suffolk übernahmen. Nach der Familie wurde das Dorf auch Grafton Woodville genannt. Ab dem 14. Jahrhundert bekleideten mehrere Angehörige der Familie wie Thomas und Richard Wydeville mehrfach das Amt des Sheriffs von Northamptonshire und vertraten das County als Abgeordnete im House of Commons. Richard Woodville wurde 1448 zum Baron Rivers erhoben, im Mai 1464 heiratete der englische König Eduard IV. heimlich dessen Tochter Elizabeth in Grafton Regis und ließ sie 1465 zur Königin krönen. Der Ort fiel an die Nachfahren aus der ersten Ehe von Elizabeth Woodville, die zu Marquess of Dorset erhoben worden waren. 
Wahrscheinlich 1526 kam der englische König Heinrich VIII. erstmals nach Grafton Regis. 1528 erwarb er das Manor house und ließ es zu einem königlichen Jagdschloss ausbauen. Bis mindestens 1545 kam er häufig, teils sogar mehrmals im Jahr, nach Grafton Regis, um im angrenzenden Grafton Park zu jagen. Daneben empfing er auch ausländische Gesandte und den päpstlichen Legaten Lorenzo Campeggi in dem Jagdschloss. Der König ließ das Dorf in Grafton Regis umbenennen und erhob es um 1537 zur Honour of Grafton. Heinrich VIII. war der einzige englische Monarch, der das Jagdschloss für sich selbst nutzte. Königin Elisabeth I. verpachtete das Anwesen unter anderem an Robert Dudley, Earl of Leicester, den sie dreimal in Grafton Regis besuchte. Ihr Nachfolger König Jakob I. verpachtete das Herrenhaus an Ludovic Stewart, 2. Duke of Lennox und besuchte ihn dort ebenfalls mehrmals. 1624 wurde das Haus an Sir Francis Crane verpfändet, der weite Teile des Herrenhauses abreißen ließ. Während des englischen Bürgerkriegs wurde es 1643 von den Parlamentstruppen zerstört, die auch im Dorf selbst schwere Schäden anrichteten.
Zu Beginn des 20. Jahrhunderts wurde in einem Bauernhaus, in dem während der Belagerung 1643 die Witwe von Sir Francis Crane gewohnt hatte, ein Porträt wiederentdeckt, das sie vor der Zerstörung bewahrt hatte. Es zeigt angeblich den jungen Shakespeare und ist als Grafton-Portrait bekannt.
Nach dem englischen Bürgerkrieg gab König Karl II. die Honour of Grafton 1665 an seine Frau Königin Katharina von Braganza. Als die Ehe kinderlos blieb, vermachte der König Grafton 1673 an seinen unehelichen Sohn Henry FitzRoy, den er 1675 zum Duke of Grafton erhob. Dessen Nachfahren führen den Titel noch heute.

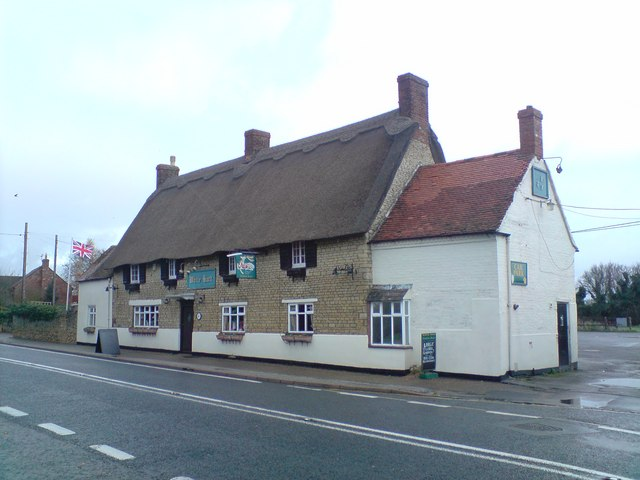
Der aus dem 17. Jahrhundert stammende The White Hart Pub

Wegen seiner zahlreichen historischen, teils noch reetgedeckten Häuser wurde das kleine Dorf 1991 als Conservation Area unter Denkmalschutz gestellt.

## Sehenswürdigkeiten
- Die Pfarrkirche St Mary the Virgin wird 1189 erstmals erwähnt, der jetzige Bau stammt aus dem 13. bis 15. Jahrhundert und wurde im 19. Jahrhundert restauriert.
- Die 1873 errichtete ehemalige Dorfschule wurde 1934 geschlossen. Das Gebäude im Neo-Tudorstil wurde restauriert und dient nun als öffentlich nutzbare Gemeindehalle.
- Grafton Manor wurde nach der Zerstörung 1643 teilweise wieder aufgebaut. Im 18. Jahrhundert diente es als Bauernhaus. Im 19. Jahrhundert erfolgten weitere Umbauten, nach dem Zweiten Weltkrieg diente es zunächst als Schule und heute als privates Krankenhaus.[1]
- Der reetgedeckte The White Hart Pub stammt aus dem späten 17. Jahrhundert.
- Wenige Kilometer nördlich liegen die Stoke Park Pavilions.